# يوليا هومر
يوليا هومر (بالألمانية: Julia Hummer)‏ (و. 1980 – م) هي ممثلة، ومغنية، وممثلة أفلام من ألمانيا . ولدت في هاغن.

## روابط خارجية
- يوليا هومر على موقع IMDb (الإنجليزية)
- يوليا هومر على موقع روتن توميتوز (الإنجليزية)
- يوليا هومر على موقع مونزينجر (الألمانية)
- يوليا هومر على موقع ألو سيني (الفرنسية)
- يوليا هومر على موقع ميوزك برينز (الإنجليزية)
- يوليا هومر على موقع ميوزك برينز (الإنجليزية)
- يوليا هومر على موقع أول موفي (الإنجليزية)
- يوليا هومر على موقع قاعدة بيانات الأفلام السويدية (السويدية)
- يوليا هومر على موقع ديسكوغز (الإنجليزية)
- يوليا هومر على موقع ديسكوغز (الإنجليزية)